# Faculté de chirurgie dentaire de Strasbourg
 (novembre 2022).
La faculté de chirurgie dentaire de Strasbourg est située sur le campus Médecine à Strasbourg, campus qui est sur le site de l'hôpital civil. Elle est par ailleurs liée au centre hospitalier régional et universitaire de Strasbourg, appelé hôpitaux universitaires de Strasbourg (HUS).

## Historique

### Prémices
Le Docteur Ernst Jessen est à l’origine de l’enseignement dentaire à Strasbourg en septembre 1888, il exerce alors dans le cadre d’un Institut dentaire privé. Cet enseignement prône l’hygiène buccale qu’il faut enseigner dès le plus jeune âge, ainsi que la nécessité de dépister et de soigner les dents des enfants.
Le Docteur Jessen milite aussi pour la création d’une clinique dentaire scolaire qui verra le jour en 1902 dans le cadre de la faculté de médecine de Strasbourg.

### Faculté
1970 voie la transformation de la clinique dentaire scolaire, fondée en 1902, en faculté de chirurgie dentaires avec une composante de recherche, à savoir le Centre de Recherches Odontologiques, et un service de consultations et de traitements dentaires.